# Anobium inexspectatum
Anobium inexspectatum là một loài bọ cánh cứng thuộc chi Anobium trong họ Ptinidae.